# شیمها روتم
شیم‌ها روتم (انگلیسی: Simcha Rotem; ۲۴ فوریهٔ ۱۹۲۴ – ۲۲ دسامبر ۲۰۱۸) اهل لهستان بود. یک سرباز لهستانی‌تبار کهنه‌کار اسرائیلی بود که در ورشو در سازمان پیمان یهود خدمت کرد. عضو جنبش زیرزمینی ورشو بود و به عنوان سر پیام‌رسان اصلی سازمان مبارزان یهودی (ZOB) به مبارزه برخاست، آن‌ها عملیات خیزش گتوی ورشو را علیه نازیسم طراحی و اجرا کردند. او عضو جنبش جوانان «آکیوا» بود. شیم‌ها روتم یکی از دو جنگجوی یهودی بازمانده از شورش ورشو بود.

## جنگ جهانی دوم

### خیزش گتوی ورشو
شیم‌ها روتم در ۱۹۴۲به ZOB ملحق شد. او به عنوان یک پیک برای مبارزان گتو ورشو مفید بود. نام مستعار روتم «کازیک» - با اختصار نام لهستانی «کازیمیر» شناخته می‌شد که به معنی لهستانی «کسی است که در طول نبرد پرستیژ و شکوه حریف را از بین می‌برد».

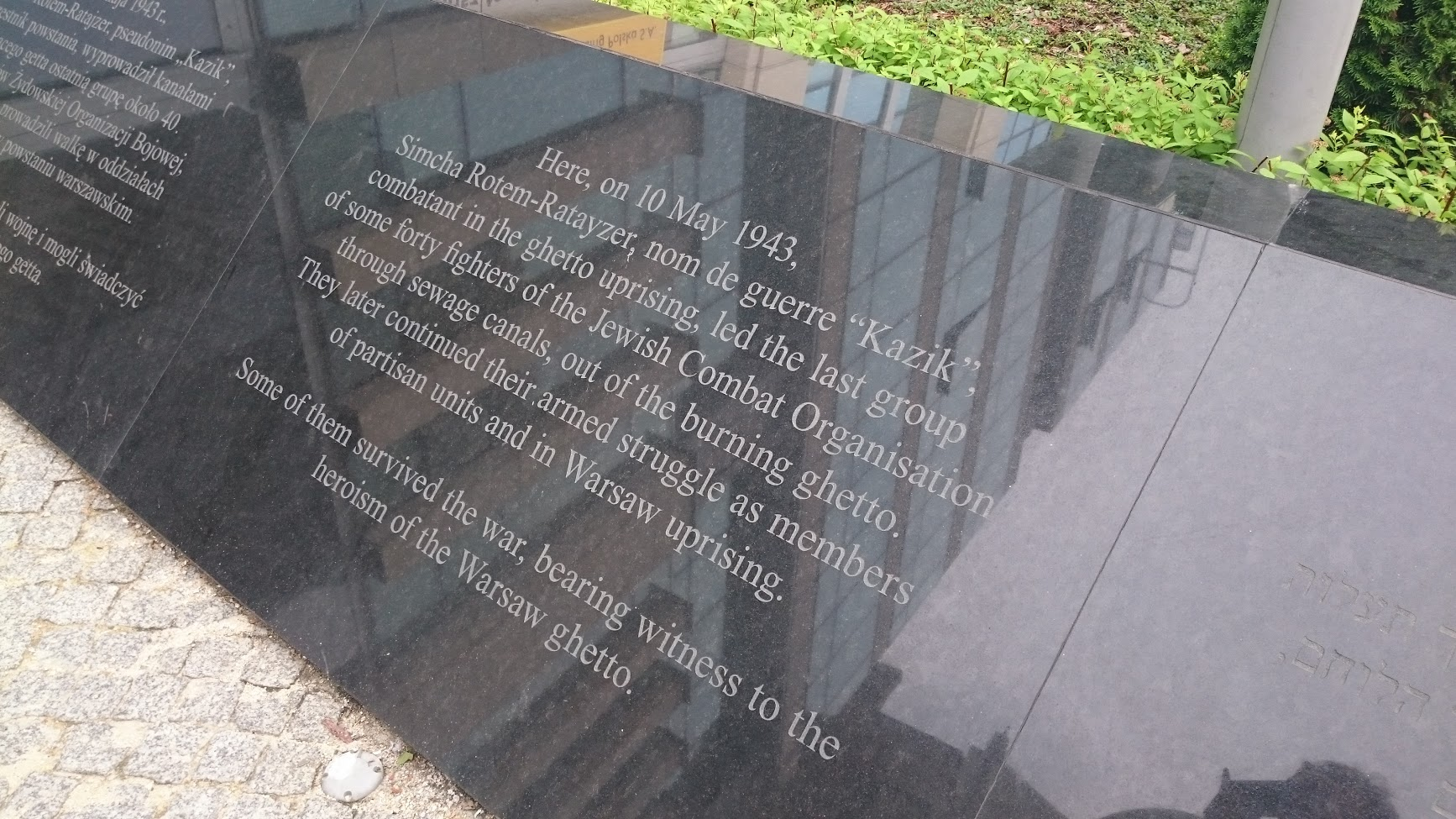
ادای احترام به شیما روتم، بنای یادبود تخلیه مبارزان گتوی ورشو از ورشو

### خیزش گتوی ورشو و نتایج آن
روتم به عنوان یک عضو ZOB در خیزش یهودیان ورشو شرکت داشت. او به عنوان سر پیام رسان، مستقیماً به ایتسهاک زوکرمن (Yitzhak Zuckerman) که فرمانده ZOB از جانب یهودیان بود گزارش می‌کرد. (به‌طور کلی فرماندهی کل ارتش ZOB زیر نظر مورداخای آنیولاویچ (Mordechai Anielewicz) بود). هنگامی که موقعیت آن‌ها شناسایی شد و آلمانی‌ها گتو را تسخیر کردند، او از طریق یک گذرگاه مخفی به سمت جزایر نجیب ورشو فرستاده شد، جایی که او با زوکرمن ملاقات کرد تا ترتیب فرار جنگجویان را بدهند. با این حال، هنگام عبور از نازی‌ها آن‌ها شناسایی شدند. او قادر به بازگشت نبود، او و زوکرمن در هنگام نبرد مخفی شدند و گتو سوزانده و تخریب شد.
خیزش گتوی ورشو شورشی بود که در آوریل و مه سال ۱۹۴۳ توسط جنبش مقاومت یهودیان در گتوی ورشو در جریان جنگ جهانی دوم و علیه آلمان نازی شکل گرفت. این شورش با تسلیم نشدن ساکنان گتو به سربازان بریگادفورر یورگن اشتروپ در ۱۹ آوریل شروع شد و در پایان با سوزاندن و تخریب کامل گتو به‌دستور یورگن اشتروپ پایان یافت. ۱۳٬۰۰۰ یهودی در سرکوب این شورش کشته‌شدند. این بزرگ‌ترین شورش یهودیان علیه آلمان نازی در جنگ جهانی دوم بود.
روتم چندین بار تلاش کرد تا درهنگام محاصره گتو به رفقایش کمک کند. او برای وارد شدن به محوطهٔ گتو گهگاه از طریق فاضلاب وارد می‌شد. او در آنجا با زویا لوبکتین (Zivia Lubetkin), یکی از آخرین رهبران باقی مانده از قیام مبارزان یهودی، روبرو شد و او را با تیم خود به همراه ۸۰ جنگجو از طریق فاضلاب به طرف مناطق غیر یهودی و سپس به جنگل‌های خارج از شهر هدایت کرد. در ادامه جنگ، روتم فعالیت‌های زیرزمینی خود را با مقاومت ادامه داد، مخصوصاً برای کمک به چندین هزار یهودی که هنور در ورشو مخفی و باقی‌مانده بودند. در اوت ۱۹۴۴، او در قیام لهستانی ورشو نیز شرکت کرد.

## زندگی پس از جنگ
بلافاصله پس از پایان جنگ جهانی دوم، روتم در سازمان بریحا به فعالیت پرداخت تا به یهودیان اروپایی برای انتقال به فلسطین کمک کند، به رغم محدودیت‌هایی که سیاست بریتانیا براساس (مقاله سفید ۱۹۳۹) اعمال می‌کرد، او به مهاجرت یهودیان اروپایی کمک کرد. اگرچه خواهر دوازده ساله‌اش در خیزش گتوی ورشو قتل‌عام شده بود اما پدر و مادرش و خواهر دیگر او در مخفیگاه زنده ماندند و در سال ۱۹۷۴، او و اعضای خانواده‌اش به فلسطین مهاجرت کردند. او در اورشلیم زندگی کرد؛ و تا سال ۲۰۱۸، که در ۲۲ دسامبر در سن ۹۴ سالگی درگذشت، یکی از دو بازماندهٔ قیام گتوی ورشو بود.
در سال ۲۰۰۱ یک مینی سریال تلویزیونی قیام را که نقش او توسط بازیگر استیون مویر به تصویر کشیده شد به نمایش درآمد.

## جوایز و نشان‌ها
- صلیب نشان افتخار تولد لهستان (۲۰۱۳)
- صلیب سرپرست رسمی ارتش جمهوری لهستان (۲۰۰۳)
- مدال طلای لهستان (۲۰۱۳)